# オカダ酸

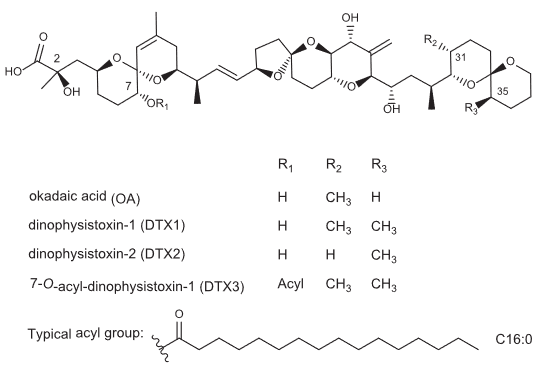
オカダ酸群の化学構造

オカダ酸（オカダさん、okadaic acid）は分子式C44H68O13で表されるポリエーテルの一種である。CAS登録番号は [78111-17-8]、カリウム塩は [155751-72-7]。
オカダ酸は、有毒渦鞭毛藻により産生される毒素である。この藻類を餌とする二枚貝の中腸腺にオカダ酸が蓄積されることで、下痢性の食中毒を引き起こす原因となる。類似化合物にジノフィシストキシン (dinophysistoxin, DTX) があり、同様に中毒を引き起こす。
単体は白色の結晶状固体。オカダ酸はC38脂肪酸の派生物質である。

## 単離と由来
オカダ酸は、1970年代に海綿動物のクロイソカイメン (Halichondria okadai) から初めて単離された 。オカダ酸の名称は、クロイソカイメンの学名であるHalichondria "okadai" に因んだものである（この海綿は学名として、日本人動物学者岡田弥一郎に因む名を持つので、本物質の名称もまた日本語由来となる）。また、細胞毒性物質として海綿動物のH. malanodociaからも単離された。オカダ酸の真の産生者は有毒渦鞭毛藻である。

## 活性
P388細胞とL1210細胞に対するオカダ酸の細胞毒性は、50%効果濃度 (EC50) で各々1.7 nMと17 nMである。さらに、オカダ酸はプロテインセリン/スレオニンホスファターゼ1、2A、および2Bを強く阻害する。オカダ酸のプロテインセリン/スレオニンホスファターゼに対する阻害活性は2A > 1 > 2Bの順に強い。なお、プロテインセリン/スレオニンホスファターゼ2A阻害におけるオカダ酸の解離定数は30 pMである。
また、オカダ酸はTPAと同等の強力な発がんプロモーター活性を示す。

## 食品衛生法上の規制
有毒渦鞭毛藻により、ホタテガイやムラサキイガイなどの本来は毒を持たない貝が有毒化することがある。この毒化による食中毒を防止するため、食品衛生法上の規制で下痢性貝毒は貝可食部1グラムあたり 0.05 MU 以下と定められている。この基準を上回った場合、出荷自主規制などの措置が執られる。
オカダ酸による食中毒での死亡例は報告されていない。